# 伏尔泰堤岸

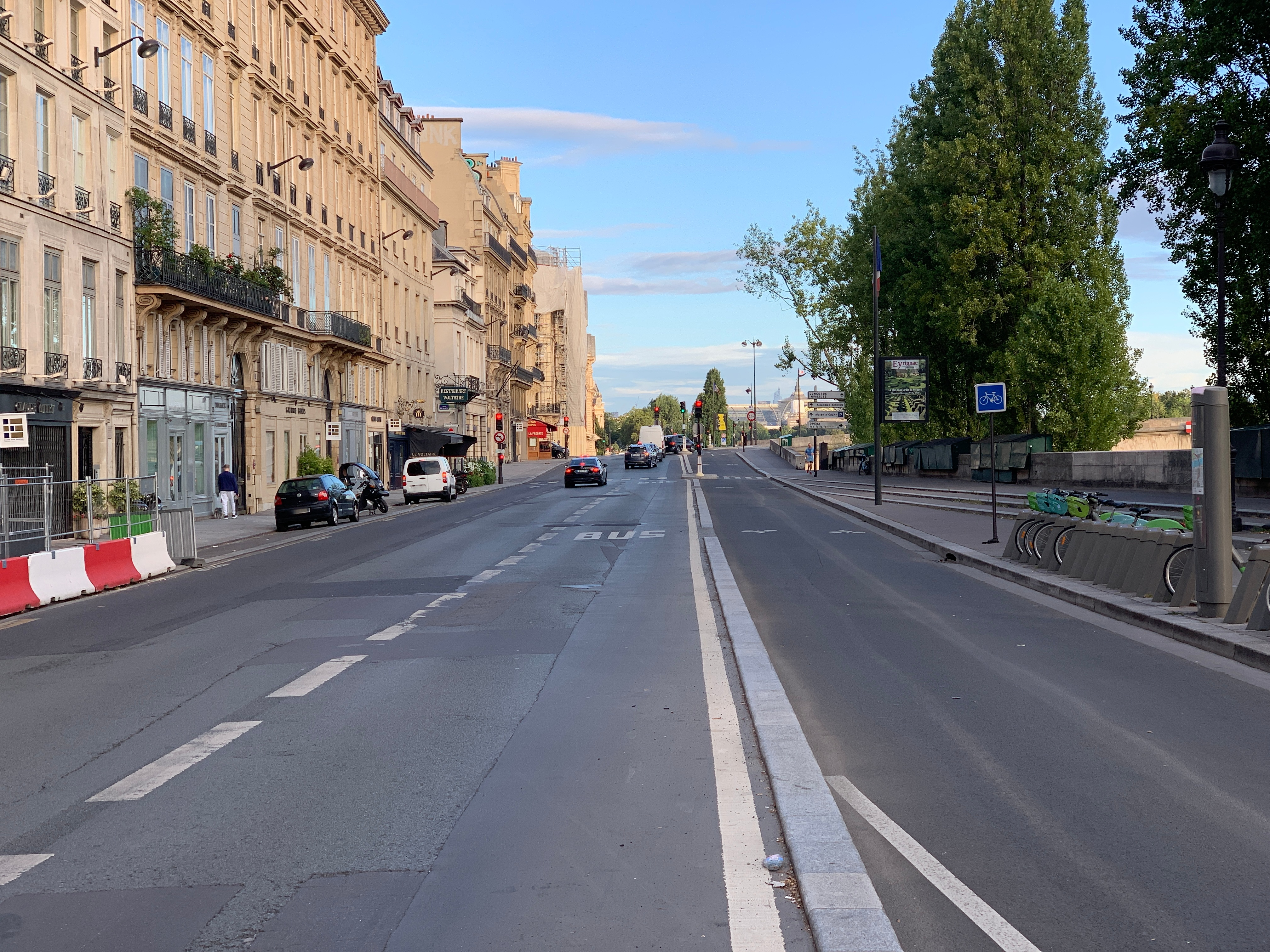
伏尔泰堤岸（2021年8月）

伏尔泰堤岸（法語：Quai Voltaire，法語發音：[kɛ vɔltɛʁ]）是巴黎第七区的一条街道，长308米，介于马拉凯堤岸（Quai Malaquais）和阿纳托尔·法朗士堤岸（Quai Anatole-France）之间。伏尔泰堤岸开始于圣日耳曼德佩街，止于渡船路和皇家桥。

## 历史
伏尔泰堤岸原为马拉凯堤岸的西段。1644年，更名为戴蒂尼会堤岸（Quai des Théatins），因为戴蒂尼会在此建立了一个修道院（今伏尔泰堤岸17-25号）。1791年，这条街改名为伏尔泰堤岸，以纪念在1778年去世的这位作家。巴尔扎克在伏尔泰堤岸发表小说《驴皮记》后，此处开设许多古玩店。在19世纪初，该地区以兜售商品的书商著称。

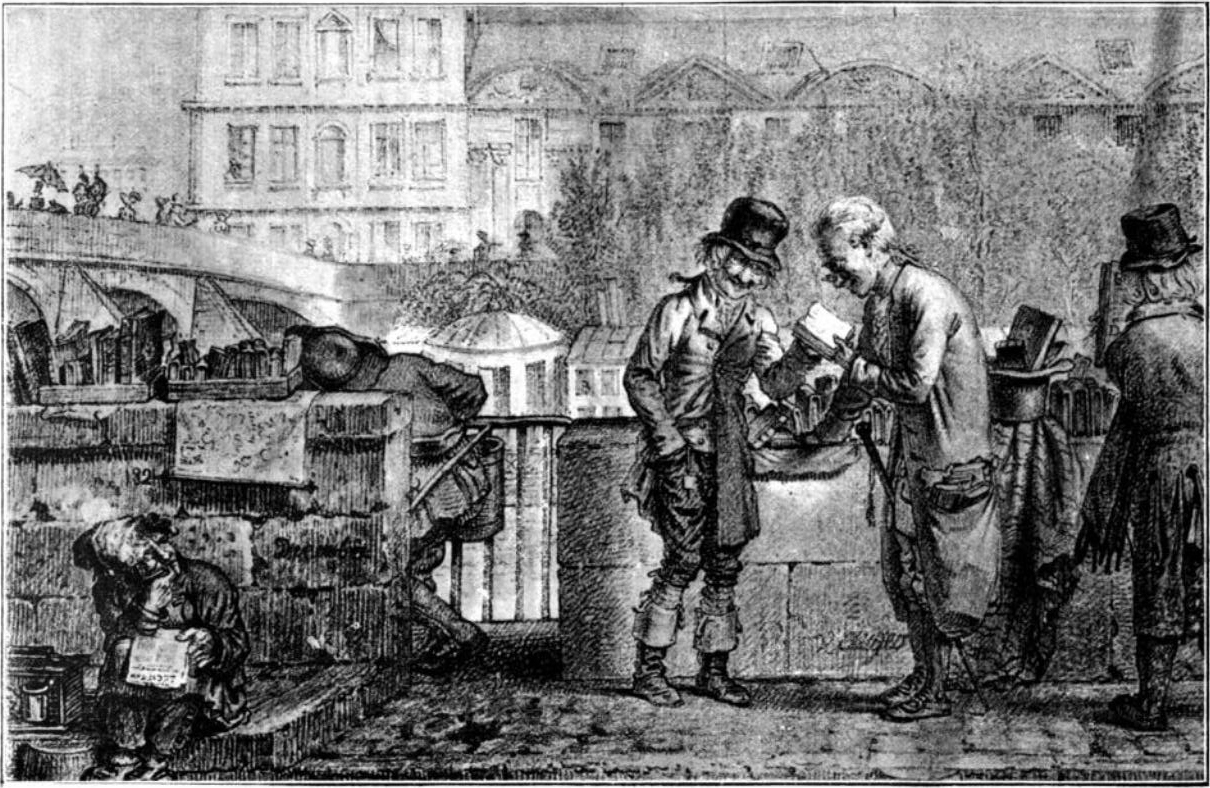
伏尔泰堤岸的书商，1821年

## 建筑
- 伏尔泰堤岸1号：建于1768年。1742年，让 - 弗朗索瓦·德·博纳托装上了翅膀，试图从屋顶飞出去。他在塞纳河上空徘徊了300米，最后摔倒一艘船上，跌断了腿。
- 伏尔泰堤岸3-5号：作家莫里斯·乔利住在一间小公寓，直到于1878年去世。塞纳利耶（Sennelier）颜料店开设于1887年，以向艺术家供应美术用品著称：如塞尚、德加、高更、毕沙罗、柴姆·苏丁、莫迪里阿尼、康定斯基和毕加索[1]。2007年，总统希拉克离任后，举家搬到了 Hôtel de Bouillon。
- 伏尔泰堤岸19号：伏尔泰堤岸旅馆，自19世纪开设。波德莱尔在此创作《恶之华》；瓦格纳在此创作《纽伦堡的名歌手》。西贝柳斯、王尔德、毕沙罗都曾在此入住。
- 伏尔泰堤岸23号：苏联芭蕾舞蹈家魯道夫·紐瑞耶夫住所
- 伏尔泰堤岸25号：1972年，作家亨利·德·蒙泰朗在此自杀
- 伏尔泰堤岸27号：维莱特宅邸，1778年5月30日和2013年8月15日，伏尔泰和律师雅克·韦尔热斯(JacquesVergès）先后在此处去世。
- 伏尔泰堤岸29号：马伊-内勒宅邸

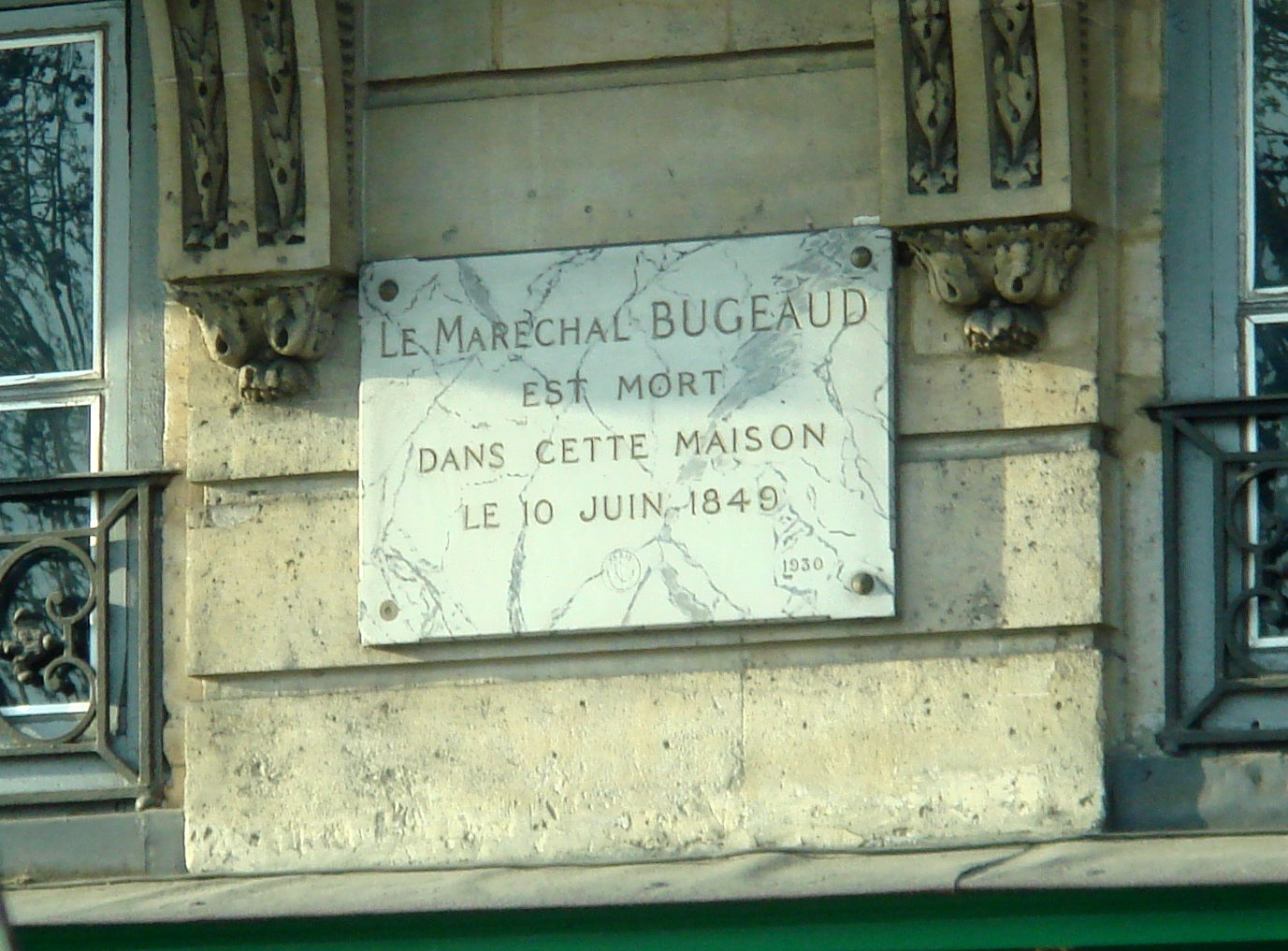
1号
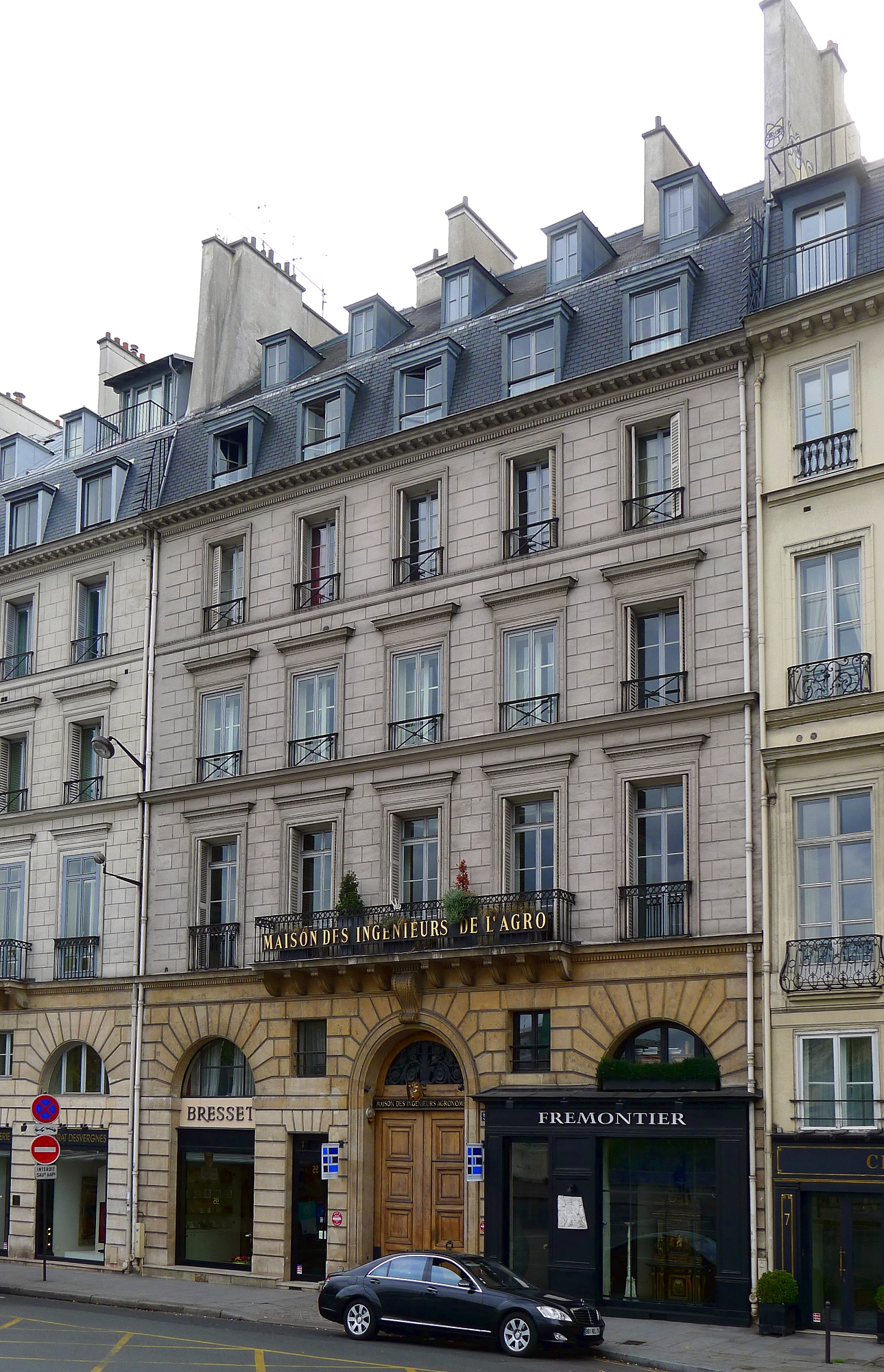
5号
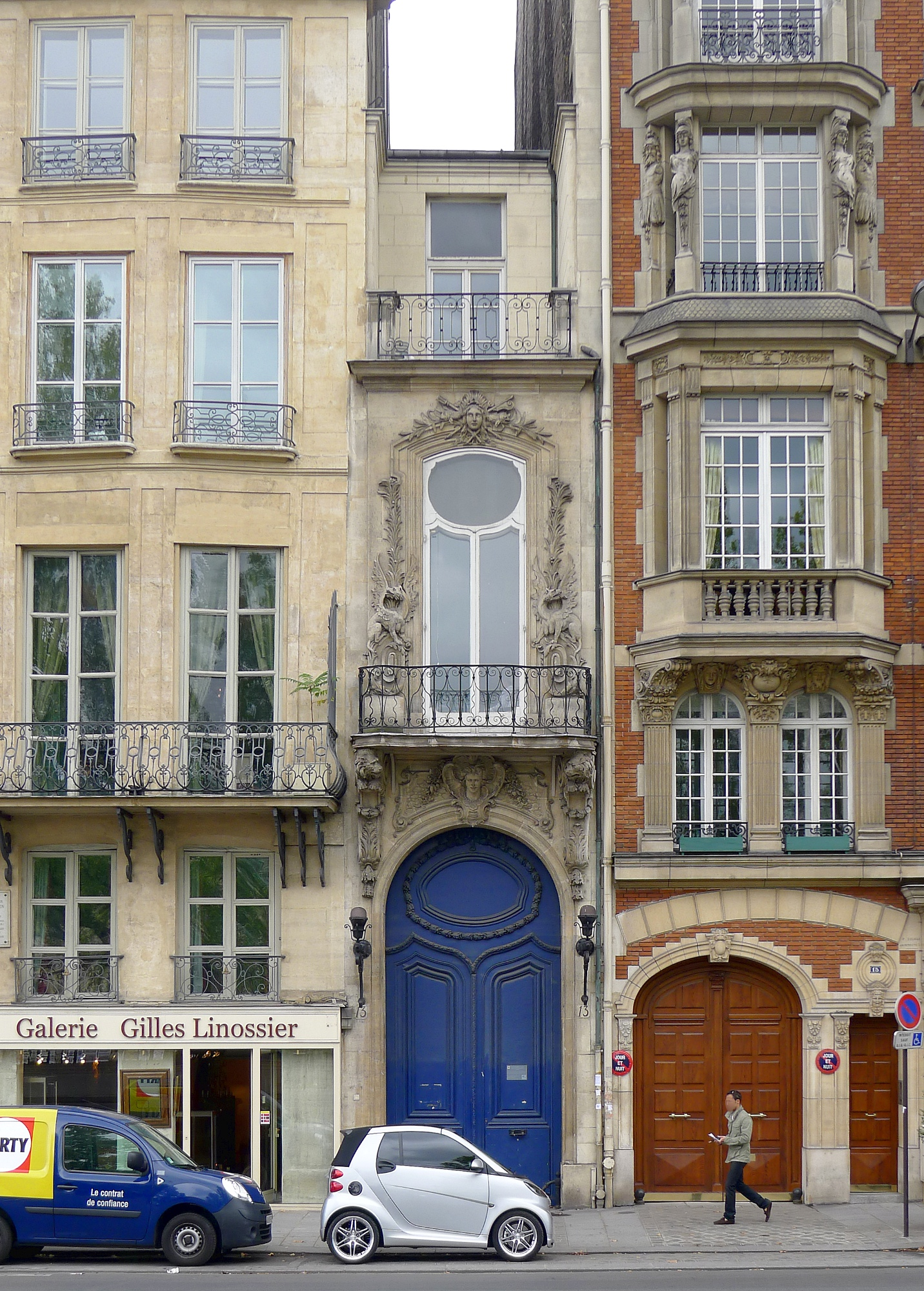
13号
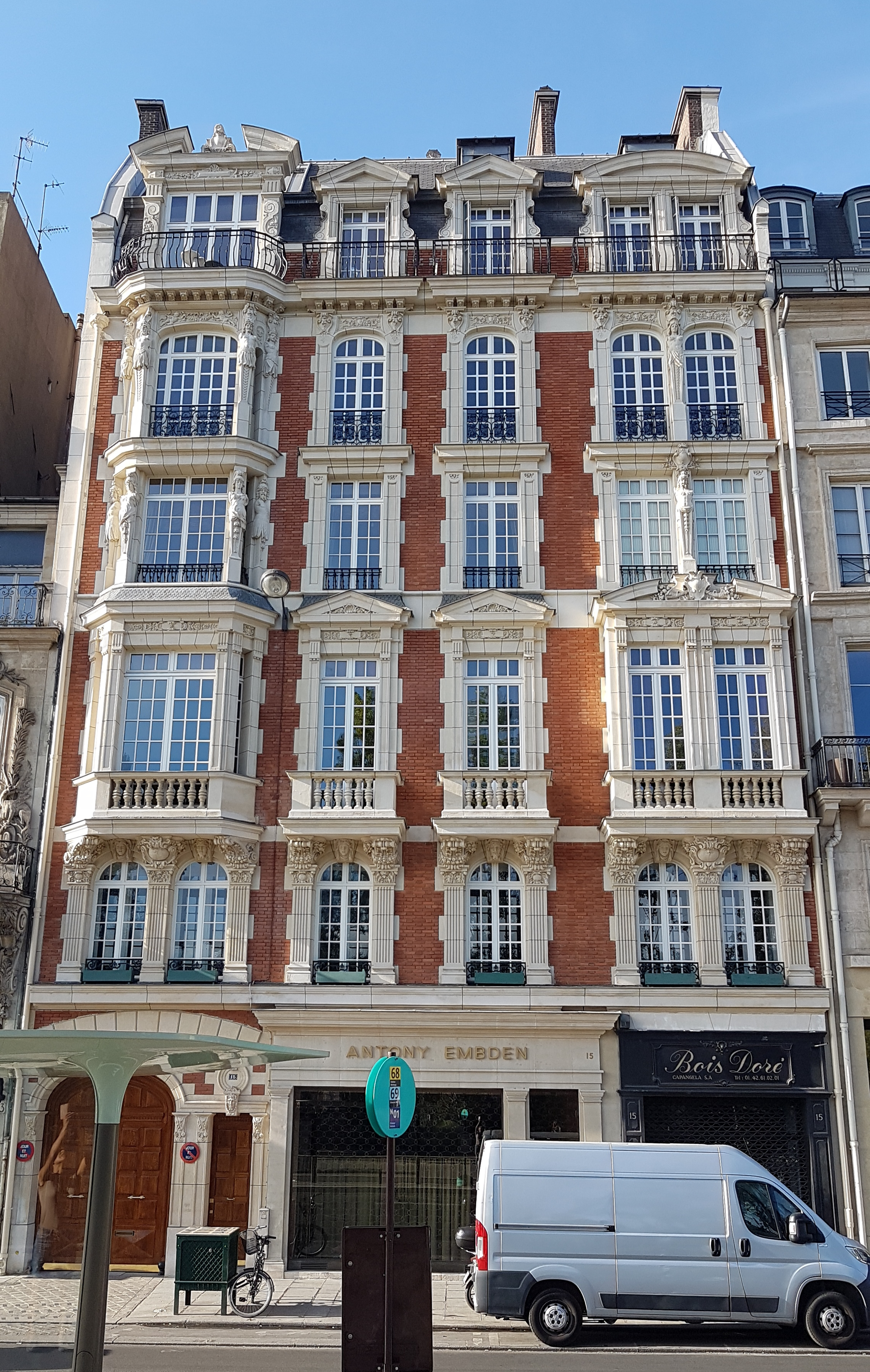
15号
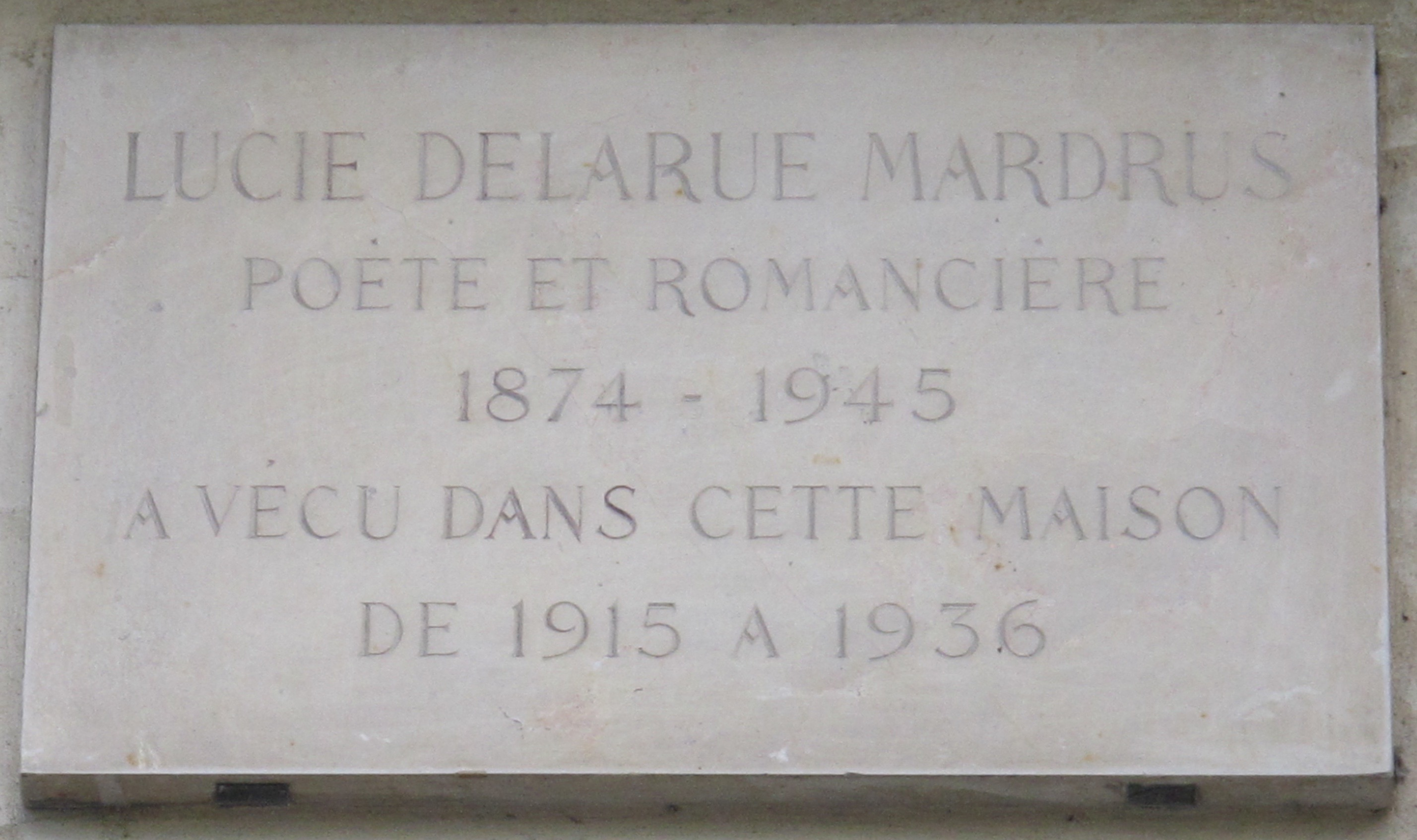
17号
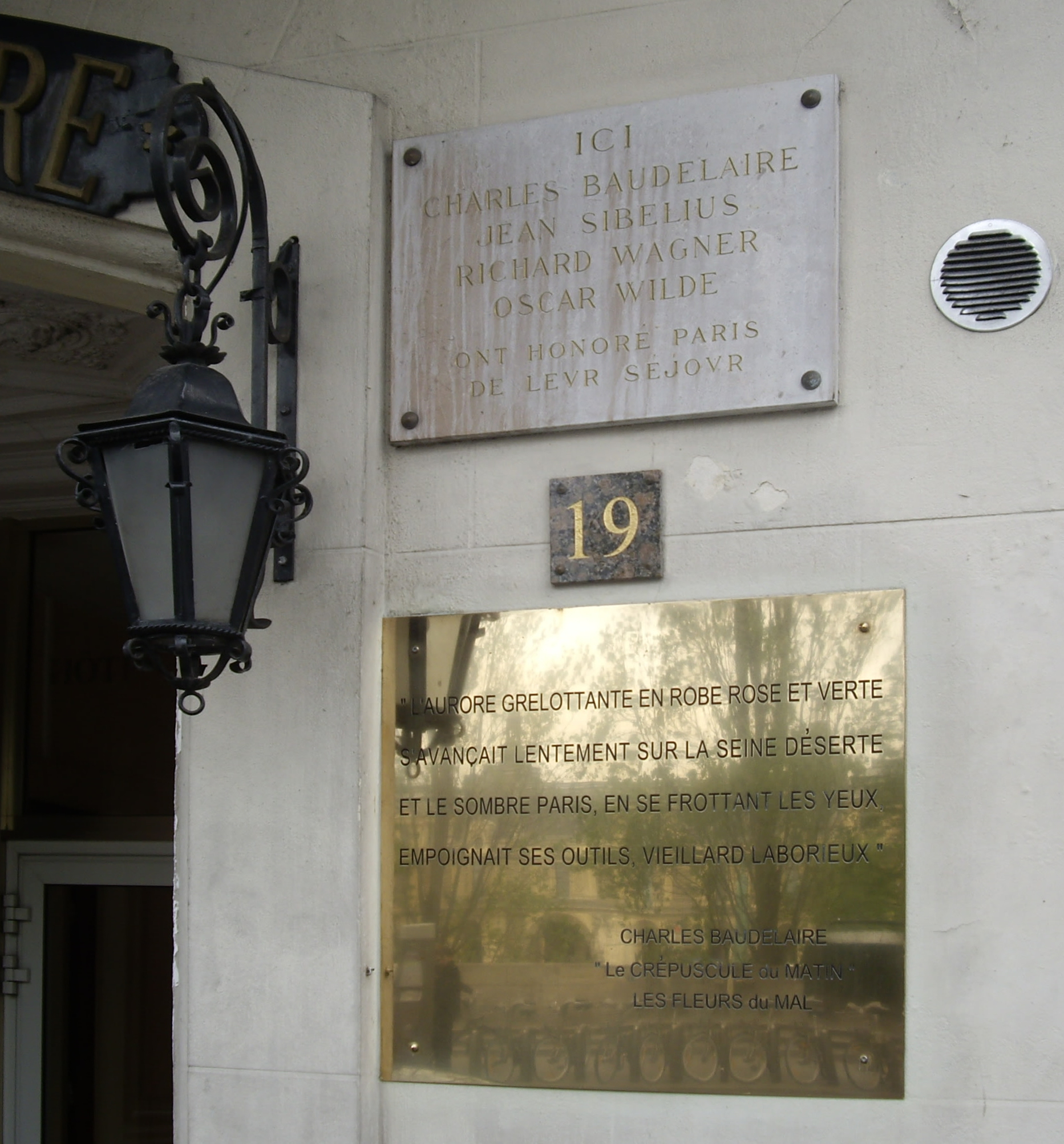
19号
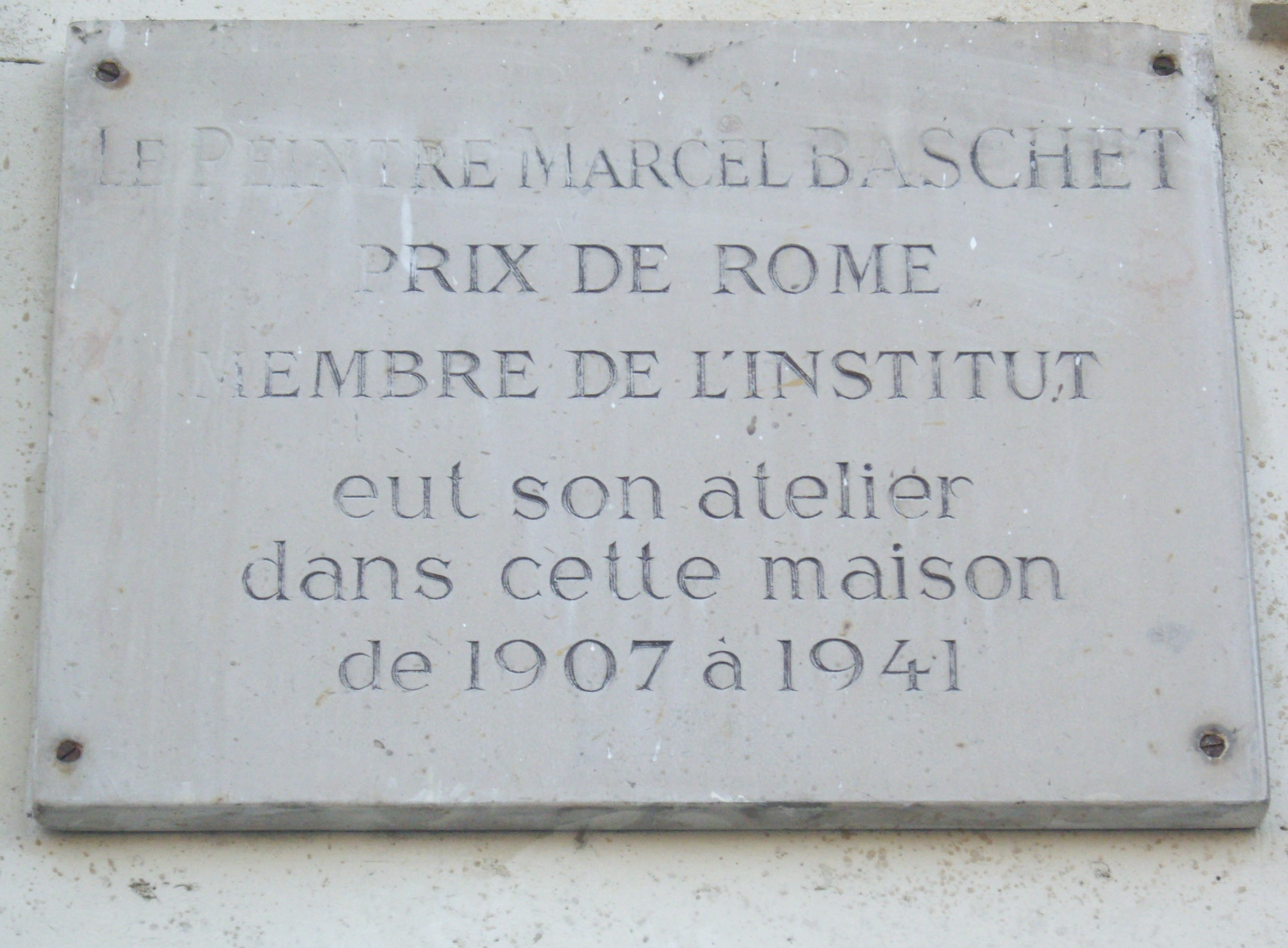
21号
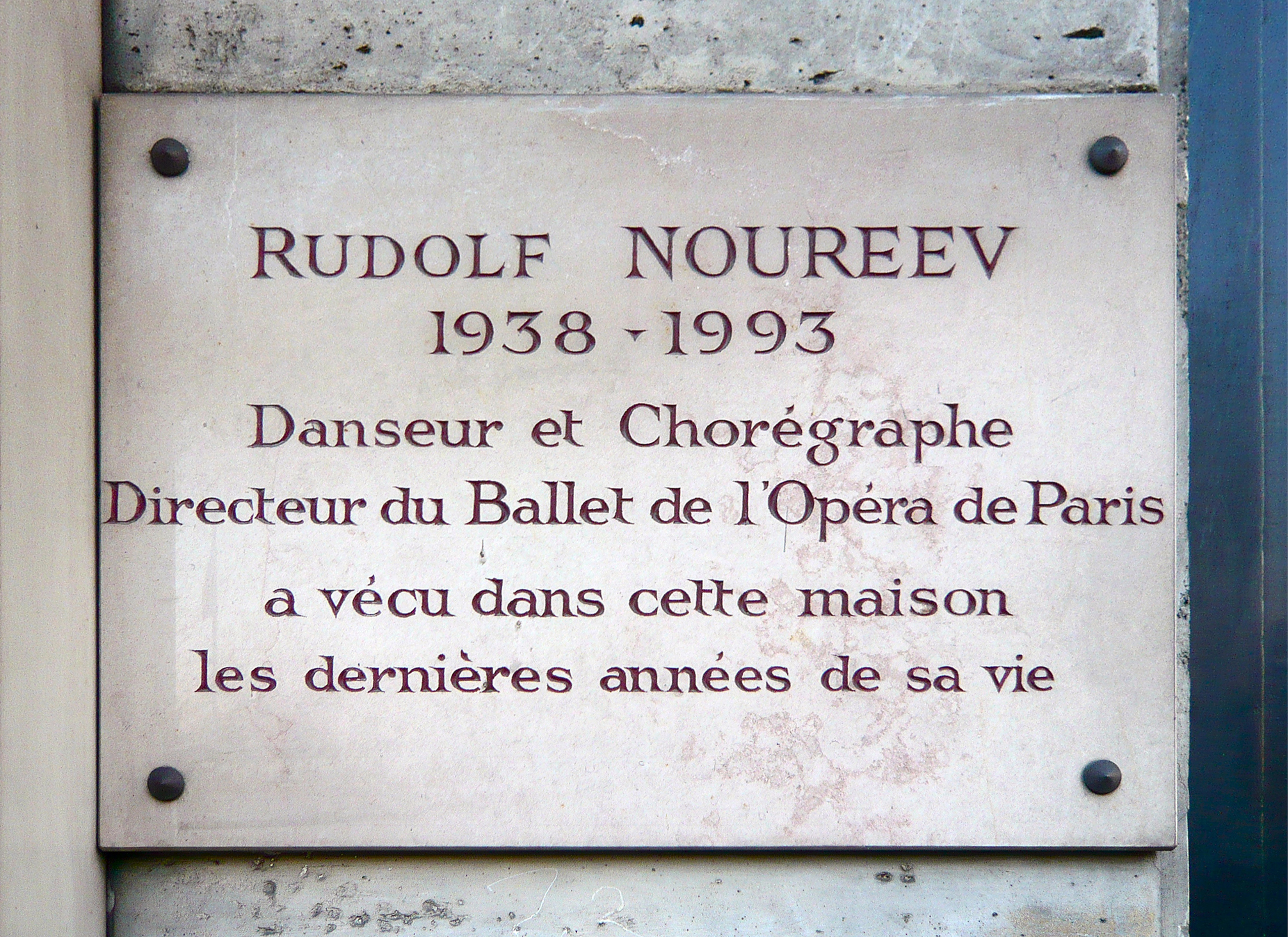
23号
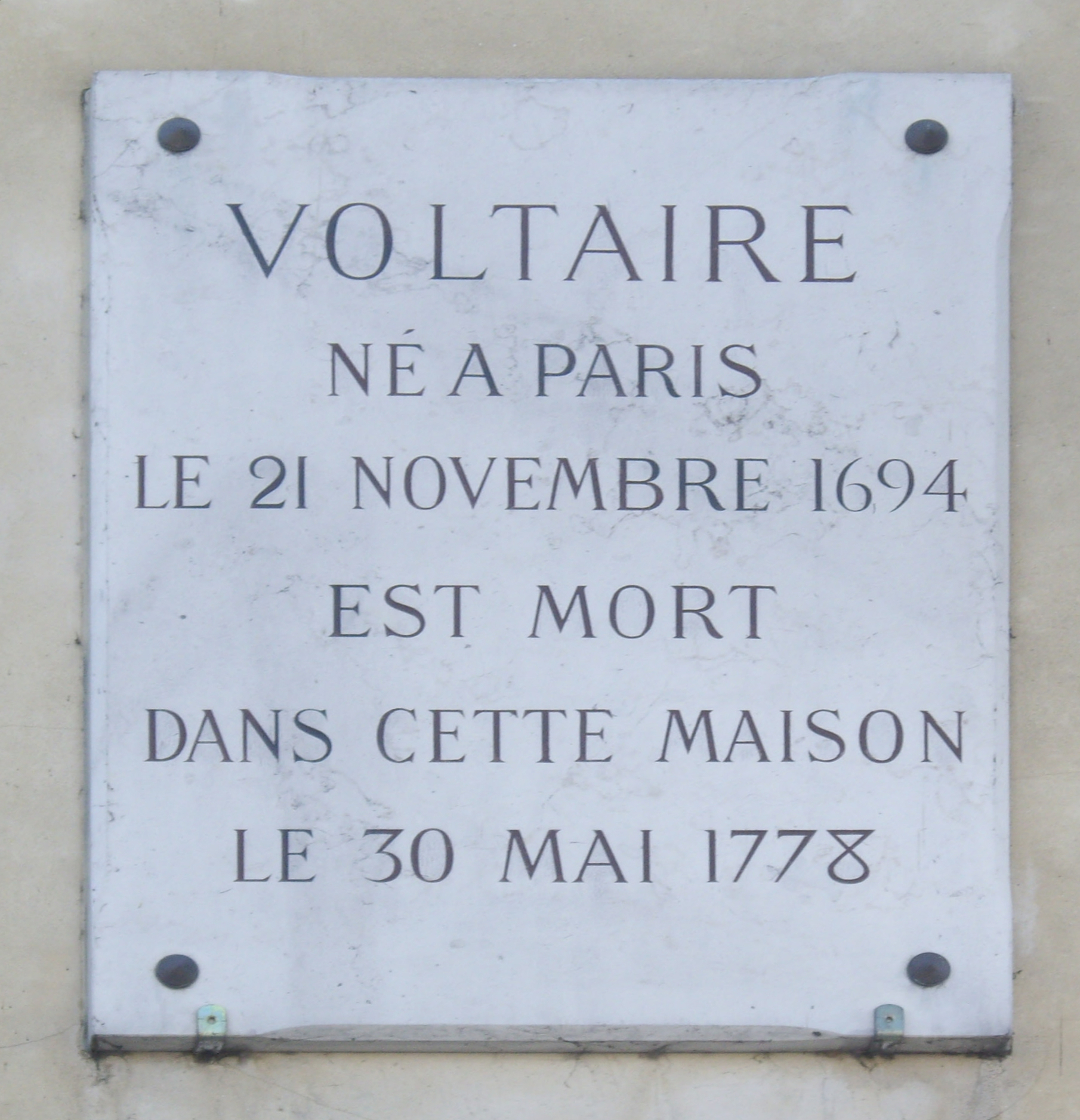
27号
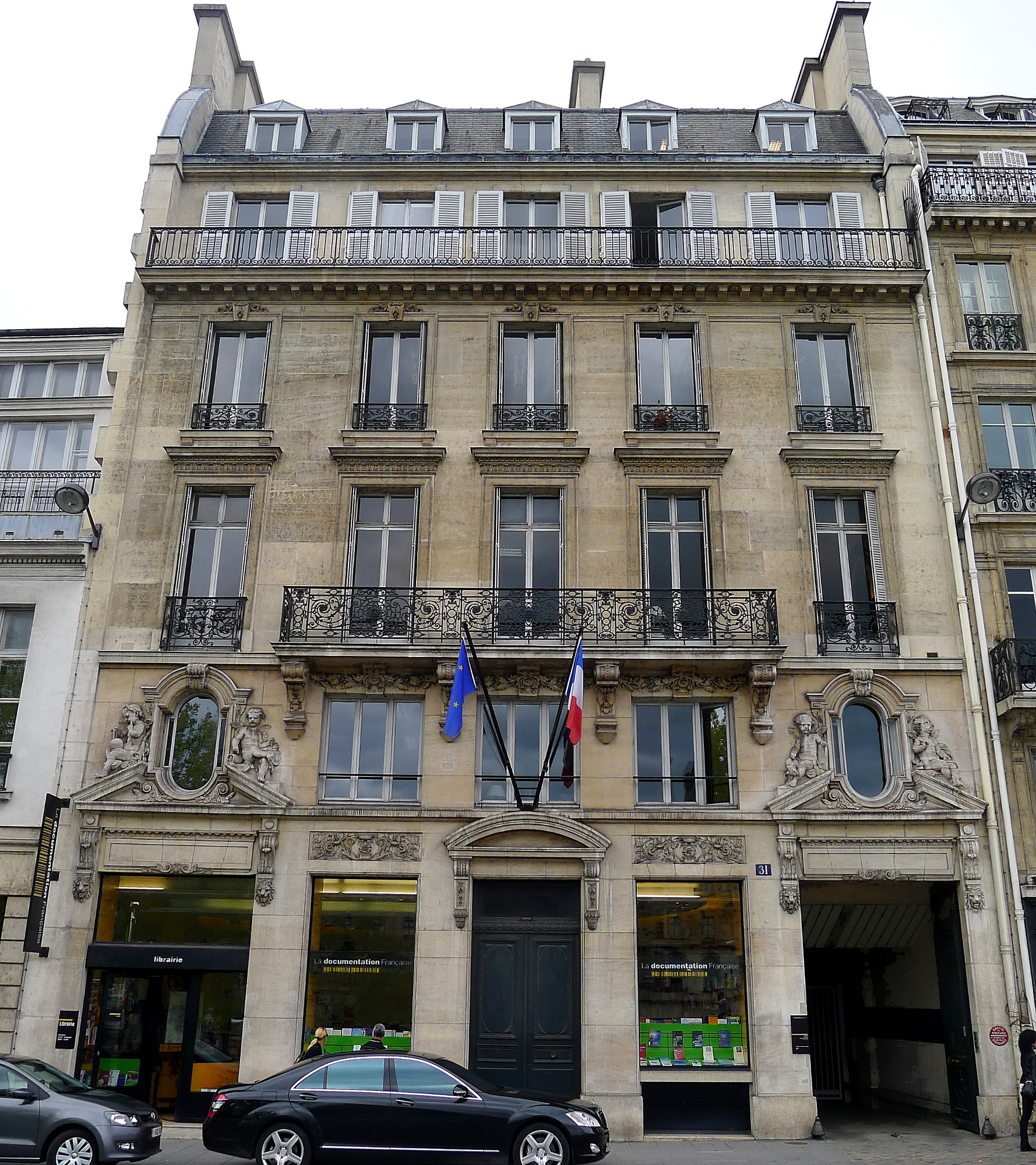
31号